# 下笠田城
下笠田城（しもかさだじょう）は、三重県いなべ市員弁町下笠田字旭1550付近（伊勢国北勢地方）にあった日本の城。
城郭形式は平山城。
北勢四十八家の1つ多湖氏の居城であった。

## 歴史
下笠田城は建武年間（1334年～1338年）、多湖刑部左衛門がこの付近を押領し、本城を築城したとされる。代々多湖氏は居住して付近に大きな勢力を持ち北勢四十八家のひとつとなる。永正7年（1510々）には、伊勢国司北畠氏に属する。
永禄10年（1567年）織田氏の北伊勢侵攻の際に城主である多湖大蔵介橘実元が降伏、織田氏の支配下となる。
のちに豊臣政権に移行するとそれに仕え、天正18年（1590々）の小田原征伐に実元が参陣するも討死。以降は多湖氏は本城周辺の庄屋として残る。この時期あるいはそれ以降に廃城となったとされるが詳細な時期は不明。

## 現在の下笠田城
員弁川左岸、明智川左岸、三岐鉄道北勢線の楚原駅～上笠田駅間にある、めがね橋・ねじり橋通過時、東に見える丘陵地にある。
主郭は西隅にあり、南に二の丸、その東に三の丸があったとされるが現在は住宅地となっており多湖氏が居住する。